# Rhizaria
A Rhizaria egy nagyrészt egysejtűekből álló fajgazdag eukariótacsoport. A Chlorarachniophyceae csoport és a Paulinella nembe tartozó három faj kivételével nem fotoszintetizálnak, közülük több faj egysejtű algákkal él szimbiózisban. A többsejtű Guttulinopsis vulgaris szintén ide tartozik. Ezt a főcsoportot Thomas Cavalier-Smith javaslata alapján hozták létre 2002-ben, de már korábban is használt kládnév volt. Megjelenési formájuk változatos, főként amőbaszerűek, fonalas, hálószerű vagy mikrocsöves állábakkal; bár egyértelmű morfológiai jellegzetességük nincs, elsősorban riboszomális DNS-ük alapján írták le őket. Vázszerkezetüket opál (SiO2), cölesztin (SrSO4), vagy kalcit (CaCO3) alkotja, ez különbözteti meg őket az amőbáktól. Méretük meghaladhatja az 1 cm-t, egyes fajok képesek 1 cm átmérőjű és 1 m-nél hosszabb kolóniákat alkotni. Az állábaikkal elérhető zsákmánnyal táplálkoznak, egyes fajokon algák is megtelepedhetnek.

## Fordítás
- Ez a szócikk részben vagy egészben  a   Rhizaria című angol Wikipédia-szócikk fordításán alapul.  Az eredeti cikk szerkesztőit annak laptörténete sorolja fel. Ez a jelzés csupán a megfogalmazás eredetét és a szerzői jogokat jelzi, nem szolgál a cikkben szereplő információk forrásmegjelöléseként.